# Antioksidant
Ántioksidánt je molekula, ki lahko upočasni ali prepreči oksidacijo drugih molekul. Oksidacija je kemična reakcija prenosa elektrona iz ene substance na spojino, ki se oksidira (reducent). Pri oksidacijskih reakcijah lahko nastajajo prosti radikali, ki v telesu sprožijo verižne radikalske reakcije, posledice teh pa so lahko poškodbe celic. Antioksidanti prekinejo propagacijsko fazo teh reakcij, saj reagirajo s prostimi radikali in jih tako nevtralizirajo (odstranijo intermediate s prostimi radikali), s tem pa preprečijo oksidacijo drugih molekul. Antioksidanti so dostikrat reducenti, kot so tioli ali polifenoli.
Čeprav so oksidacijske reakcije ključne za življenje, so lahko tudi usodne. Zaradi tega so živali in rastline razvile kompleksne antioksidantne sisteme z mnogimi tipi antioksidantov, kot so glutation, vitamin C in vitamin E ter multikomponentne encimske sisteme, kot so katalaze, superoksid dismutaze (SOD) in raznovrstne peroksidaze. Nizka raven antioksidantov ali inhibicija delovanja antioksidantnih encimskih sistemov privede do pojava tako imenovanega oksidativnega stresa, ta pa lahko poškoduje ali celo ubije celice.
Ker sklepajo, da je oksidativni stres ključnega pomena pri razvoju in manifestaciji številnih bolezni pri človeku, je raba antioksidantov v farmakologiji podvržena mnogim raziskavam, s poudarkom na uporabi antioksidantov pri zdravljenju kapi in nevrodegenerativnih bolezni. Vendar pa do sedaj še ni razjasnjeno, ali je oksidativni stres vzrok ali posledica bolezni. Dandanes je široko razširjena tudi raba antioksidantov v prehranskih dopolnilih z upanjem na pozitivne učinke na zdravje in preprečevanje bolezni, kot sta rak in ateroskleroze. Čeprav so nekatere študije dokazale pozitivne učinke antioksidantnih pripravkov na zdravje, pa druge obsežne klinične študije niso odkrile pozitivnih učinkov testiranih formulacij, dodatno pa prekomerna uporaba antioksidantnih pripravkov zdravju lahko celo škodi. Poleg uporabnosti v medicini so antioksidanti široko uporabljeni kot konzervansi v prehrambeni in kozmetični industriji ter za preprečevanje degradacije gume in bencina v industriji. 

## Zgodovina
Izraz antioksidant se je v začetku uporabljal specifično za substance, ki so preprečevale porabo kisika. Ob koncu 19. in začetku 20. stoletja je bila izvedena obsežna raziskava, posvečena uporabi antioksidantov v pomembnih industrijskih procesih, kot so preprečevanje korozije kovin, vulkanizacija gume in preprečevanje polimerizacije goriv v motorjih z notranjim zgorevanjem.
Zgodnje raziskave pomena antioksidantov v biologiji so bile fokusirane na uporabo antioksidantov za preprečevanje oksidacije nenasičenih maščob, ki povzroči žarkost. Antioksidantno aktivnost so merili s preprosto metodo, kjer je bila maščoba v zaprti posodi izpostavljena kisiku, pri tem pa so merili porabo kisika. Vendar pa je omenjeno področje doživelo revolucijo šele z identifikacijo vitaminov A,C in E kot antioksidantov, kar je privedlo do spoznanja o pomenu antioksidantov v biokemiji živih organizmov.
Mehanizme delovanja antioksidantov so začeli raziskovati ob spoznanju, da je za spojino z antioksidantnimi lastnostmi zelo verjetno, da se bo sama hitro oksidirala. Raziskave o mehanizmu preprečevanja lipidne peroksidacije z vitaminom E so privedle do spoznanja, da so antioksidanti pravzaprav močni reducenti, ki preprečujejo oksidativne reakcije tako, da lovijo reaktivne kisikove spojine oz. reaktivne kisikove zvrsti (ROS) in z njimi reagirajo, še preden le-te poškodujejo celice.

## Oksidativni izziv v biologiji
Velika večina kompleksnih organizmov za svoj obstoj potrebuje kisik, hkrati pa je kisik zelo reaktivna molekula, ki poškoduje celice s tvorbo reaktivnih kisikovih zvrsti, kar je tako imenovan »paradoks metabolizma«. Posledično so živi organizmi razvili kompleksen preplet antioksidantnih metabolitov in encimov, ki v medsebojno povezanem delovanju preprečujejo oksidativne poškodbe celičnih komponent, kot so DNK, beljakovine in lipidi. V splošnem antioksidantni sistem bodisi preprečuje nastanek teh škodljivih reaktivnih snovi ali pa jih odstranjuje, še preden lahko poškodujejo vitalne komponente celic. Glede na pomembne funkcije reaktivnih kisikovih spojin, kot je celična signalizacija, pa naloga antioksidantnega sistema ni odstranitev oksidantov iz organizma v celoti, pač pa zagotoviti optimalno količino le-teh v celicah.
Med reaktivne kisikove spojine, ki nastajajo v celicah, sodijo vodikov peroksid (H2O2), hipoklorna kislina (HClO) in prosti radikali, kot sta hidroksilni radikal (•OH)  in superoksidni anion (O2−). Hidroksilni radikal je še posebej nestabilen in zato hitro in nespecifično reagira z veliko večino bioloških molekul. Nastane iz vodikovega peroksida s kovinsko kataliziranimi redoks reakcijami, kot je Fentonova reakcija. Omenjeni oksidanti lahko poškodujejo celice s sprožitvijo verižnih kemijskih reakcij, kot je lipidna peroksidacija, ali pa z oksidacijo DNK oz. beljakovin. Poškodbe DNK lahko privedejo do mutacij in posledično do razvoja raka, če niso pravočasno popravljene s popravljalnimi mehanizmi, medtem ko lahko poškodbe beljakovin povzročijo inhibicijo encimov, beljakovinsko denaturacijo in degradacijo.
Med procesom pridobivanja metabolične energije se porablja kisik, pri tem pa nastajajo tudi reaktivne kisikove spojine. Pri tem na več stopnjah dihalne verige kot stranski produkt nastaja superoksidni anion. Med procesom celičnega dihanja je izrednega pomena tudi redukcija koencima Q v kompleksu III, saj na tej stopnji kot intermediat nastaja izredno reaktiven prosti radikal (Q·−). Nestabilen intermediat lahko privede do tako imenovanega »puščanja elektronov«, ko elektroni preidejo neposredno na kisik in nastaja reaktivni superoksidni anion, namesto da bi prenos elektronov potekal preko kontroliranih faz dihalne verige. Prav tako nastajajo reaktivne kisikove zrsti v podobni seriji reakcij v svetlobni fazi fotosinteze pri rastlinah. Nastanek le-teh je vsaj delno zavrt s fotoinhibicijo, v kateri sodelujejo karotenoidi; nastanek reaktivnih kisikovih zvrsti zavira reakcija antioksidantov s predhodno reduciranimi fotosintetskimi reakcijskimi centri.

## Presnovki

### Splošni pregled
Antioksidanti so razdeljeni v dve obsežni skupini, glede na topnost bodisi v vodi (hidrofilni), ali pa v maščobah (lipofilni/hidrofobni). V splošnem hidrofilni antioksidanti reagirajo z oksidanti v citoplazmi celic in v krvni plazmi, lipofilni antioksidanti pa ščitijo celične membrane pred lipidno peroksidacijo. Antioksidante telo dobi s prehrano, ali pa jih sintetizira samo. Različni antioksidanti so v telesu prisotni v zelo različnih koncentracijah in v različnih tkivih. Glutation in ubikinon sta tako prisotna v glavnem v celicah, medtem ko so nekateri drugi, npr. sečna kislina, po telesu bolj enakomerno porazdeljeni (glej spodnjo tabelo). 
Zelo kompleksno vprašanje, ki se pojavlja, je relativen pomen posameznih antioksidantov in interakcije med njimi, saj imajo mnogi od metabolitov in encimov medsebojno odvisno in sinergistično delovanje. Aktivnost in delovanje posameznega antioksidanta sta torej odvisna od pravilnega delovanja ostalih komponent antioksidantnega sistema. Zaščita, ki jo posamezen antioksidant nudi organizmu, je torej odvisna od njegove koncentracije, reaktivnosti proti določenim reaktivnim kisikovim zvrstem in od stanja, v katerem so ostali antioksidanti, s katerimi interagira.
Nekatere spojine pripomorejo k antioksidantni zaščiti s keliranjem kovinskih ionov, saj s tem preprečijo katalizo nastanka prostih radikalov v celicah. Posebej pomembna je sposobnost sekvestriranja železa, kar je funkcija nekaterih encimov, kot sta transferin in feritin. Tudi nekateri kovinski ioni, kot sta selen in cink, so označeni kot pomembni antioksidantni nutrienti, čeprav sami nimajo antioksidantne aktivnosti, pač pa so kofaktorji antioksidantnih encimov, kot je razloženo v sledečih poglavjih.
| Antioksidantni metabolit        | Topnost | Koncentracija v človeškem serumu (μM)     | Koncentracija v jetrnem tkivu (µmol/kg) |
| ------------------------------- | ------- | ----------------------------------------- | --------------------------------------- |
| Askorbinska kislina (vitamin C) | Voda    | 50–60                                     | 260 (človek)                            |
| Glutation                       | Voda    | 325–650                                   | 6,400 (človek)                          |
| Lipojska kislina                | Voda    | 0.1–0.7                                   | 4 – 5 (podgana)                         |
| Sečna kislina                   | Voda    | 200–400                                   | 1,600 (človek)                          |
| Karoteni                        | Lipidi  | β-karoten: 0,5–1 retinol (vitamin A): 1–3 | 5 (človek, celokupni karotenoidi)       |
| α-tokoferol (vitamin E)         | Lipidi  | 10–40                                     | 50 (človek)                             |
| Ubikinol (koencim Q)            | Lipidi  | 5                                         | 200 (človek)                            |

### Askorbinska kislina
Askorbinska kislina ali vitamin C je monosaharidni antioksidant, ki ga najdemo tako pri živalih, kot tudi pri rastlinah. Ker ga človeško telo ne more sintetizirati, je potreben vnos s hrano in je zato vitamin. Večina drugih živali lahko vitamin C sintetizira sama, zato ga v prehrani ne potrebujejo. V celicah se po reakciji z glutationom, ki jo katalizirajo encimi protein disulfid izomeraze in glutaredoksini,  nahaja v reducirani obliki. V takšni obliki je močan reducent, zaradi česar lahko reducira ter s tem nevtralizira reaktivne kisikove zvrsti, kot je vodikov peroksid. Poleg direktnega antioksidantnega delovanja je substrat za antioksidantni encim askorbat peroksidazo, kar je še posebej pomembno za obrambo proti stresu pri rastlinah.

### Glutation
Glutation je peptid, ki vsebuje aminokislino cistein, in je prisoten praktično pri vseh aerobnih organizmih. Ker ga sintetizirajo celice iz osnovnih aminokislin, ga ni potrebno vnašati s hrano. Antioksidantne lastnosti glutationa so posledica prisotnosti tiolne skupine v cisteinu. Ta je reducent, ki se lahko reverzibilno oksidira in nato ponovno reducira. Po reakciji z encimom glutation reduktazo se glutation v celicah nahaja v reducirani obliki, kot tak pa reducira druge prisotne metabolite ali oksidante same. Zaradi visoke koncentracije in ključne vloge pri vzdrževanju celičnega redoks stanja, je glutation eden najpomembnejših celičnih antioksidantov.

### Melatonin
Melatonin je močan antioksidant, ki zlahka prehaja celične membrane in krvno-možgansko pregrado. Za razliko od ostalih antioksidantov ni podvržen cikličnim redoks reakcijam, reverzibilni oksidaciji in redukciji. Redoks cikel omogoča drugim antioksidantom, kot je vitamin C, da delujejo tudi prooksidantno, medtem ko melatonin po oksidaciji ne more biti reduciran, saj s prostimi radikali tvori več stabilnih produktov. Zaradi te lastnosti je tako imenovan terminalni ali samomorilski antioksidant.

### Tokoferoli in tokotrienoli (vitamin E)
Vitamin E je skupno ime za osem sorodnih tokoferolov in tokotrienolov, ki so lipofilni vitamini z antioksidantnimi lastnostmi. Med njimi je najbolj raziskan α-tokoferol, ki ima največjo biorazpoložljivost – od vseh oblik vitamina E ga telo najhitreje in najbolje absorbira ter metabolizira.
Po nekaterih trditvah naj bi bil α-tokoferol najpomembnejši lipofilni antioksidant, ki ščiti membrane pred oksidacijo, saj reagira s prostimi lipidnimi radikali, ki nastajajo pri verižni reakciji lipidne peroksidacije. S tem nevtralizira/odstrani proste radikale in prepreči nadaljevanje propagacijske faze omenjene reakcije. Po reakciji z radikalom nastane oksidiran α-tokoferol radikal, ki se z drugimi antioksidanti, kot so askorbat, reatinol ali ubikinol, reciklira nazaj v reducirano obliko.
Kljub dosedanjim dognanjem pa pomen posameznih oblik vitamina E ni razjasnjen. Po nekaterih tezah je najpomembnejša funkcija α-tokoferola signalizacija v celici, na antioksidantni metabolizem pa naj ne bi imel bistvenega vpliva. Delovanje drugih oblik vitamina E je še manj raziskano, čeprav je γ-tokoferol nukleofil, ki bi lahko reagiral z elektrofilnimi mutageni, tokotrienoli pa bi lahko bili pomembni pri zaščiti nevronov pred poškodbami.

## Prooksidantno delovanje
Antioksidanti, kemijsko reducenti, lahko v organizmu delujejo tudi kot prooksidanti. Tako ima vitamin C ob redukciji vodikovega peroksida antioksidantno delovanje, hkrati pa lahko reducira tudi kovinske ione, ki s Fentonovo reakcijo povzročijo nastanek prostih radikalov.
2 Fe3+ + Askorbat → 2 Fe2+ + Dehidroaskorbat
2 Fe2+ + 2 H2O2 → 2 Fe3+ + 2 OH· + 2 OH−
Razmerje antioksidantnih in prooksidantnih učinkov posameznih antioksidantov je področje številnih sodobnih raziskav, vendar pa denimo zgoraj omenjeni vitamin C v telesu izkazuje večinoma antioksidantne učinke. Za ostale antioksidante, kot so oblike vitamina E in polifenoli, podobnih ustrezih podatkov še ni.

## Encimski sistemi

### Splošni pregled
Celice so pred oksidativnim stresom zaščitene ne samo z antioksidanti, pač pa tudi s prepletenim sistemom antioksidantnih encimov. Tako denimo superoksid dismutaza superoksid, ki se sprošča pri procesih, kot je oksidativna fosforilacija, le-tega najprej pretvori v vodikov peroksid, ta pa je podvržen nadaljnji redukciji s peroksidazami ali katalazami do končnega produkta vode. Kakor pri antioksidantnih metabolitih, je tudi pri encimskih sistemih težko določiti pomen in prispevek posameznega encima k antioksidantni zaščiti, pri zbiranju informacij pa pomagajo študije na transgenih miškah, ki jim je genetsko odstranjen le en sam encim.

### Superoksid dismutaza, katalaza in peroksiredoksini
Superoksid dismutaze (SOD) so skupina zelo sorodnih encimov, ki katalizirajo razpad superoksidnega aniona na vodikov peroksid in kisik. SOD so prisotni praktično v vseh aerobnih celicah in v zunajceličnih tekočinah. Superoksid dismutaza potrebuje za delovanje kot kofaktor kovinski ion, in sicer je odvisno od izocima kofaktor lahko baker, cink, mangan ali železo. Pri človeku se v citosolu nahaja predvsem dismutaza z bakrom ali s cinkom, medtem ko se dismutaza z manganom nahaja v mitohondrijih. V zunajceličnih tekočinah se pojavlja tretja vrsta superoksid dismutaze, ki baker in cink vsebuje v aktivnem mestu. Raziskave na transgenih miših so pokazale, da je za preživetje najpomembnejša mitohondrijska oblika encima. Živali, ki jim je bil genetsko odstranjen ravno ta izocim, so poginile kmalu po rojstvu, medtem ko odsotnost citosolne oblike encima povzroči pri transgenih miših nižjo rodnost in odsotnost ekstracelularne oblike skoraj ne povzroča defektov. Pri rastlinah se SOD izocimi nahajajo v citosolu in mitohondrijih, v kloroplastih pa se pojavlja od železa odvisna oblika, ki je pri kvasovkah in vretenčarjih ni.
Katalaze so encimi, ki katalizirajo pretvorbo vodikovega peroksida v vodo in kisik, pri tem pa kot kofaktor potrebujejo železov ali manganov atom. V večini evkariontskih celic so ti encimi omejeni na peroksisome. So neobičajni encimi, saj kljub temu, da je edini substrat vodikov peroksid, sledijo tako imenovanemu »ping-pong mehanizmu«. Najprej se kofaktor oksidira v reakciji z eno molekulo vodikovega peroksida, regenerira pa se s prenosom vezanega kisika na drugo molekulo substrata. Kljub očitnemu pomenu katalaze pri odstranjevanju vodikovega peroksida iz organizma, ljudje z genetskim pomanjkanjem katalaze (»akatalasemija«) ali transgene miši, ki encima sploh nimajo, le redko kažejo bolezenske znake.
Peroksiredoksini so peroksidaze, ki katalizirajo redukcijo vodikovega peroksida, organskih peroksidov in peroksinitritov. Razdeljeni so v tri skupine, tipični 2-cistein peroksiredoksini, atipični 2-cistein peroksiredoksini in 1-cistein peroksiredoksini. Vse tri skupine imajo isti mehanizem delovanja, in sicer se redoks aktiven cistein v aktivnem mestu encima s peroksidnim substratom oksidira do sulfenske kisline. Peroksiredoksini imajo v antioksidantnem metabolizmu pomembno vlogo, na kar kaže skrajšana življenjska doba in pogosta hemolitična anemija transgenih miši, ki peroksiredoksina 1 ali 2 nimajo. Pri rastlinah so omenjeni encimi pomembni za odstranjevanje vodikovega peroksida, ki nastaja v kloroplastih.

### Tioreoksinski in glutationski sitem
Tioredoksinski sitem sestavljata 12 kDa velik protein tioredoksin in tioredoksin reduktaza. Proteini, povezani s tioredoksinom, so prisotni v vseh dosedaj sekveniranih organizmih, medtem ko imajo nekatere rastline, kot je Arabidopsis thaliana, še posebej veliko različnih izoform. Aktivno mesto tioredoksina sestavljata dva sosednja cisteina, ki se lahko reverzibilno spreminjata iz aktivne (reducirane) ditiolne v oksidirano disulfidno obliko. V aktivnem stanju tioredoksin deluje kot učinkovit reucent in kot tak bodisi reducira reaktivne kisikove spojine, ali pa ohranja druge antioksidantne proteine v aktivni reducirani obliki. Po deaktivaciji tioredoksin reduktaza z NADPH kot elektron donorjem regenerira tioredoksin v njegovo aktivno obliko.
Glutationski sistem sestavljajo glutation, glutation reduktaza, glutation peroksidaza in glutation S-transferaza. Ta encimski sistem najdemo tako pri živalih, kot tudi pri rastlinah in mikroorganizmih. Glutation peroksidaza, encim s štirimi selenovimi ioni kot kofaktorji, katalizira razpad vodikovega peroksida in organskih hidroperoksidov. Pri živalih obstajajo vsaj štiri izocimne oblike. Glutation peroksidaza 1 je najbolj razširjena oblika encima in je zelo učinkovita pri odstranjevanju vodikovega peroksida, medtem ko je glutation peroksidaza 4 najbolja aktivna prozi lipidnim peroksidom. Presenetljivo je glutation transferaza 1 pogrešljiva, kar se kaže v normalni življenjski dobi transgenih miši, ki te oblike encima nimajo. So pa te miši hipersenzitivne na induciran oksidativni stres. Visoko aktivnost proti lipidnim peroksidom kaže tudi glutation S-transferaza, ki je je največ v jetrih. Poleg vloge v antioksidativnem metabolizmu ima ključen pomen tudi pri detoksifikacijskem metabolizmu.

## Oksidativni stres pri boleznih
Predvideva se, da oksidativni stres prispeva k razvoju številnih bolezni, vključno z Alzheimerjevo demenco, Parkinsonovo boleznijo, patološkimi spremembami ob diabetesu, revmatoidnim artritisom in nevrodegeneracijo pri bolezni motoričnih nevronov. Pri mnogih od naštetih primerov še ni razjasnjeno, ali je oksidativni stres vzrok bolezni, ali pa je posledica in povzroča le manifestacijo simptomov bolezni. Možni alternativni mehanizem nastanka nevrodegenerativnih bolezni je okvarjen aksonski transport mitohondrijev, v katerih se vršijo oksidativni procesi. Primer, pri katerem je povezava med oksidativnim stresom in razvojem bolezni dobro poznana, so kardiovaskularne bolezni. Oksidacija lipoproteina nizke gostote (LDL) sproži proces aterogeneze, ki privede do ateroskleroze in v končni fazi do srčno-žilnih bolezni.
Nizkokalorična prehrana pri mnogih živalih podaljša srednjo in maksimalno življenjsko dobo. To bi lahko bilo povezano z zmanjšanjem oksidativnega stresa – čeprav je dosti dokazov o vplivu oksidativnega stresa na staranje pri modelnih organizmih, kot sta Drosophila melanogaster ali Caenorhabditis elegans, pri sesalcih dokazi niso tako jasni. Prehrana, bogata s sadjem in zelenjavo, ki vsebujeta veliko antioksidantov, vpliva na boljše zdravje in preprečuje posledice staranja, vendar pa prehranska dopolnila z antioksidanti nimajo bistvenega pomena na proces staranja in je lahko učinek sadja in zelenjave nepovezan z antioksidantnim delovanjem. Ena od možnih razlag je, da zaužiti antioksidanti, kot so polifenoli in viatmin E, povzročijo sprembme v drugih delih metabolizma in so dejansko neantioksidantni vplivi tisti, zaradi katerih so antioksidanti pomemben del prehrane.

## Učinki na zdravje

### Zdravljenje bolezni
Možgani so zaradi visoke metabolične aktivnosti in povečanega števila polinenasišenih maščobnih kislin, ki so tarča lipodne peroksidacije, še posebej občutljivi na oksidativni stres. Posledično se antioksidanti splošno uporabljajo pri zdravljenju možganskih poškodb. Mimetiki superoksid dismutaze, kot sta natrijev tiopental in propofol, se uporabljajo za zdravljenje reperfuzijskih in travmatoloških možganskih poškodb, eksperimentalno zdravilo NXY-059 in ebselen pa se uporabljata pri zdravljenju kapi. Naštete spojine preprečujejo oksidativni stres v nevronih in s tem apoptozo nevronov ter nevrološke poškodbe. V fazi raziskav je tudi uporaba antioksidantov pri zdravljenju nevrodegenerativnih bolezni, kot so Alzheimerjeva demenca, Parkinsonova bolezen in amiotropna lateralna skleroza ter uporaba antioksidantov za preprečevanja inducirane izgube sluha.

### Preprečevanje bolezni
Antioksidanti lahko nevtralizirajo škodljive učinke prostih radikalov na celice. Poleg tega je pri ljudeh, ki uživajo z antioksidanti bogato sadje in zelenjavo, zmanjšano tveganje za srčne in nekatere nevrodegenerativne bolezni, obstajajo pa tudi dokazi, da določene vrste sadja in zelenjave pripomorejo k preprečevanju nastanka nekaterih oblik raka. Nekaj dokazov je, da lahko antioksidanti pomagajo preprečevati bolezni, kot so makularna degeneracija, zmanjšana imunost zaradi slabe prehrane in nevrodegeneracija. Kljub ključnemu pomenu oksidativnega stresa pri nastanku in razvoju srčno-žilnih bolezni, kontrolirane študije z vitamini antioksidanti niso pokazale signifikantnega vpliva antioksidantov na tveganja za nastanek koronarne srčne bolezni in tudi ne vpliva na hitrost napredovanja bolezni. Na podlagi teh opažanj se je oblikoval zaključek, da na kardiovaskularno zdravje ljudi, ki uživajo več sadja in zelenjave vplivajo druge substance (verjetno flavonoidi) oziroma kompleksen sistem več substanc.
Predvideva se, da razvoju koronarne srčne bolezni v veliki meri prispeva oksidacija lipoproteina nizke gostote v krvi. Začetne raziskave so pokazale, da so imeli ljudje, ki so jemali pripravke z vitaminom E, zmanjšano tveganje za nastanek srčno-žilnih bolezni. To je privedlo do novih raziskav in vsaj sedem obsežnih kliničnih študij je preučevalo učinke vitamina E, v dnevnih odmerkih 50 mg do 600 mg. Vendar pa nobena od teh študij ni pokazala statistično signifikantnega vpliva na splošno število smrti ali na število smrti zaradi srčno-žilnih bolezni. Še zmeraj ni znano, ali lahko odmerki v omenjenih študijah oziroma v večini prehranskih dopolnil signifikantno vplivajo na zmanjšanje oksidativnega stresa.
Čeprav so se mnoge raziskave ukvarjale s testiranjem učinkov visokih odmerkov antioksidantov, so se v študiji »Supplémentation en Vitamines et Mineraux Antioxydants« (SU.VI.MAX) osredotočili na odmerke, ki so primerljivi s količinami antioksidantov v normalni zdravi prehrani. Preko 12500 francoskih moških in žensk je v povprečju 7,5 let jemalo bodisi antioksidantni pripravek z nizkim odmerkom (120 mg askorbinske kisline, 30 mg vitamina E, 6 mg β-karotena, 100 {\displaystyle \mu }g selena in 20 mg cinka), ali pa placebo pripravek. Raziskava ni pokazala statistično signifikantnih učinkov antioksidantov na splošno življenjsko dobo, pojavljanje raka in pojavljanje srčno-žilnih bolezni. Vseeno pa je analiza podskupin pokazala 31% zmanjšanje tveganja za nastanek raka pri moških, ne pa tudi pri ženskah.
Velika težava pri uporabi antioksidantov je, da je njihova biološka uporabnost odvisna od mnogih faktorjev. Imajo precej slabe farmakokinetične lastnosti (slaba topnost, slaba permeabilnost, razgradnja v gastrointestinalnem traktu in metabolizem prvega prehoda). Ravno zaradi teh lastnosti antioksidanti niso primerni za vstavljanje v klasične farmacevtske oblike, kot so tablete ali kapsul.
Trend razvoja gre v smer novih dostavnih sistemov, kamor bi se ti antioksidanti vstavili in po peroralni aplikaciji prišli na mesto delovanja. Rezultati nekaterih študij na tem področju že kažejo nekaj uspehov.
Mnoga, ki prodajajo prehranska dopolnila in zdravo prehrano, dandanes prodajajo prehranska dopolnila, ki vsebujejo antioksidante, in njihova uporaba v veliko industrijskih državah je zelo razširjena. Pripravki lahko vsebujejo specifične spojine, kot je resveratrol, kombinacijo antioksidantov, kot so »ACES« pripravki, ki vsebujejo β-karoten (provitamin A), vitamin C, vitamin E in selen, ali pa zelišča, ki vsebujejo antioksidante, kot so zeleni čaj ali jiaogulan. Čeprav je določena količina antioksidantov in mineralov v prehrani potrebna, pa obstaja upravičen dvom o koristnosti dodatkov z antioksidanti in če so, kateri antioksidanti v kakšnih količinah so dejansko koristni.
Na črvu Caenorhabditis elegans je bilo opaženo, da lahko zmerna količina oksidativnega stresa z indukcijo protektivnega odziva na reaktivne kisikove zvrsti podaljša življenjsko dobo. Ta opažanja so v nasprotju z izsledki na kvasovkah Saccharomyces cerevisiae, situacija pri sesalcih pa je še manj jasna.

### Telesna vadba
Med telesno vadbo se lahko poraba kisika poveča tudi za faktor 10 ali več. To privede do močnega povečanja nastanka oksidantov v mišicah in se odraža v mikroskopskih poškodbah tkiva, ki se kažejo kot mišična izčrpanost med vadbo in po njej. Vnetni odziv, še posebej 24 ur po naporni vadbi, je prav tako povezan z oksidativnim stresom. Imunski odziv na poškodbe mišičnega tkiva doseže vrh 2 do 7 dni po vadbi, ko zaradi adaptacijskih mehanizmov dosežemo najboljšo pripravljenost. V tem obdobju v mišicah s pomočjo nevtrofilcev nastajajo prosti radikali, ki odstranjujejo poškodovano tkivo. Prevelika količina antioksidantov lahko inhibira adaptacijske mehanizme in s tem zavira mišično regeneracijo.
Izsledki študij uporabe antioksidantov med intenzivno in naporno vadbo so mešani. Ena od adaptacij na vadbo dokazano krepi telesni antioksidantni obrambni sistem, še posebej glutationski sistem, da se organizem lahko obrani pred povečanim oksidativnim stresom. Možno je, da je ta učinek lahko preventiva pred boleznimi, povezanimi z oksidativnim stresom, kar bi razložilo nižjo incidenco hudih bolezni in boljše zdravje ljudi, ki se redno ukvarjajo z vadbo.
Prav tako študije niso pokazale statistično pomembnega vpliva pripravkov vitamina E na fizično pripravljenost atletov. Po šestih tednih jemanja pripravka z vitaminom E ni bilo opaziti vpliva na poškodbe mišičnih tkiv pri maratonskih tekačih, čeprav ima vitamin E ključno vlogo pri preprečevanju lipidne peroksidacije. Določene raziskave kažejo, da uživanje pripravkov z vitaminom C pred naporno vadbo poveča maksimalno intenziteto in količino vadbe, čeprav ni opaziti večje potrebe po vitaminu C pri športnikih. Nekatere druge študije so omenjene izsledke ovrgle, medtem ko izsledki določenih študij celo kažejo, da visoki odmerki vitamina C (do 1000 mg) zavirajo regeneracijo mišic.

### Neželeni učinki
Kisline, ki so relativno močni reducenti, lahko imajo tudi negativne učinke. Z vezavo kovinskih ionov, kot sta železo in cink, v prebavnem traktu preprečijo njihovo absorpcijo. Pomembnejše med temi kislinami so oksalna kislina, tanini in fitokislina, ki se v velikih količinah nahajajo v hrani rastlinskega izvora. Pomanjkanje kalcija in železa sta pogosta pojava v industrijskih državah, v katerih prehrani je vse manj mesa in veliko fitokisline iz fižola in polnozrnatega kruha.
| Živila                                         | Prisoten reducent |
| ---------------------------------------------- | ----------------- |
| Kakav in čokolada, špinača, repa in rabarbara. | Oksalna kislina   |
| Žita, koruza, stročnice.                       | Fitokislina       |
| Čaj, fižol, zelje.                             | Tanini            |

Nepolarni antioksidanti, kot je glavna sestavina olja nageljnovih žbic eugenol, imajo mejo toksičnosti, ki jo lahko ob nepravilni uporabi nerazredčenih eteričnih olj presežemo. Toksičnost vodotopnih antioksidantov, kot je askorbinska kislina, je manj problematična, saj se te spojine hitro izločajo z urinom. Bolj zaskrbljujoča je dolgoročna toksičnost uživanja velikih doz nekaterih antioksidantov. »The beta-Carotene and Retinol Efficacy Trial« (CARET), študija na bolnikih s pljučnim rakom je pokazala, da je pojavnost raka povečana pri kadilcih, ki so uživali pripravke z β-karotenom in vitaminom A. Tudi nadaljnje študije so omenjene rezultate potrdile.
Ti škodljivi stranski učinki so bili opaženi tudi pri nekadilcih; nedavna metaanaliza, ki je vključevala podatke o približno 230.000 pacientih, je pokazala, da pripravki z β-karotenom, vitaminom A ali vitaminom E povečajo smrtnost, medtem ko za vitamin C ni bilo takšnih ugotovitev. Ob skupnem splošnem pregledu vseh študij omenjenih stranskih učinkov niso opazili, negativne učinke so opazili le ob ločeni analizi sekundarnih preventivnih študij (na pacientih, ki so že bili diagnosticirani). Čeprav so isti avtorji izvedli kasneje obsežnejšo meta-analizo, ki jo je objavila Cochrane Collaboration, in so rezultati sovpadali z izsledki nekaterih drugih meta-analiz (vitamin E naj bi povečeval smrtnost in uporaba antioksidantnih pripravkov naj bi povečevala tveganje za nastanek raka na debelem črevesu), pa ti rezultati niso sovpadali z izsledki nekaterih drugih študij, kot je SU.VI.MAX analiza, ki ni pokazala nobenih negativnih učinkov uporabe antioksidantov na zdravje. V splošnem ogromno število študij in meta-analiz ni pokazalo škodljivih učinkov antioksidantov na zdravje, če pa so že rahlo povečali smrtnost, je bilo to na starejših in predhodno obolelih pacientih.
Čeprav so antioksidanti splošno uporabljeni kot preventiva pred nastankom raka, pa se predvideva, da lahko, paradoksalno, ovirajo samo zdravljenje raka. V rakavih celicah je močno zvišana raven oksidativnega stresa, kar jih naredi bolj ranljive za dodatno induciran oksidativni stres. Z znižanjem ravni oksidativnega stresa v rakavih celicah z antioksidanti verjetno zmanjša učinkovitost kemoterapije in radioterapije. Zaenkrat kaže, da so ta predvidevanja napačna, saj so mnoge klinične študije pokazale nevtralne ali ugodne učinke antioksidantov na terapijo raka.

## Antioksidanti v hrani in merjenje količine antioksidantov v živilih
Merjenje količine antioksidantov v hrani ni preprost postopek, saj zajema veliko število različnih molekul, ki so različno aktivne proti posameznim reaktivnim kisikovim zvrstem. Trenuten industrijski standard v prehrambeni industriji za merjenje celokupne učinkovitosti antioksidantov v živilih, sokovih in prehrambnih aditivih, je kapaciteta absorbance kisikovih radikalov (ORAC – oxygen radical absorbance capacity). Druge metode merjenja zajemajo še meritev s Folin-Ciocalteujevim reagentom in trolox (6-hidroksi-2,5,7,8-tetrametilkhroman-2-karboksilna kislina) ekvivalentno antioksidantno kapaciteto. V medicini se za merjenje antioksidantov v plazmi uporabljajo različne metode, med katerimi pa je ORAC verjetno najbolj zanesljiva.
Antioksidanti se v različnih količinah nahajajo v različnih živilih, kot so zelenjava, sadje, žitarice, stročnice in oreški. Nekateri antioksidanti, kot sta likopen in askorbinska kislina, se lahko med dolgim shranjevanjem ali med daljšim kuhanjem uničijo. Drugi antioksidanti, kot so polfenolni antioksidanti v čaju in žitaricah, so stabilnejši. V splošnem predelana hrana vsebuje manj antioksidantov kot sveža hrana, saj so živila med predelavo lahko izpostavljena kisiku.
| Antioksidant                                        | Živila, v katerih je zastopan v velikih količinah                            |
| --------------------------------------------------- | ---------------------------------------------------------------------------- |
| Vitamin C (askorbinska kislina)                     | Sadje and zelenjava                                                          |
| Vitamin E (tokoferoli, tokotrienoli)                | Rastlinska olja                                                              |
| Polifenolni antioksidanti (resveratrol, flavonoidi) | Čaj, kava, soja, sadje, olivno olje, čokolada, cimet, origano in rdeče vino. |
| Karotenoidi (likopen, karoteni)                     | Sadje in zelenjava                                                           |

Nekateri antioksidanti nastajajo v telesu in se ne absorbirajo iz tankega črevesa. Primer je glutation, ki v telesu nastane iz ustreznih aminokislin. V črevesju se ves zaužiti glutation razgradi na cistein, glicin in glutaminsko kislino preden se absorbira, zato tudi velike količine zaužitega glutationa praktično nimajo vpliva na koncentracijo omenjene spojine v telesu. Ubikinon (koencim Q) se prav tako zelo slabo absorbira, v telesu pa nastaja v mevalonatnem sistemu.

## Uporaba v tehnologiji

### Konzervansi v živilih
Antioksidanti so pogosto uporabljeni kot aditivi v prehrambni industriji za zaščito hrane pred razgradnjo. Izpostavljenost kisiku in sončni svetlobi sta dva glavna vzroka za oksidacijo v hrani, zato se živila dostikrat hranijo v temnih in nepropustnih kontejnerjih, včasih celo v vosku, kot je to praksa pri skladiščenju kumaric. Ker so antioksidanti pomembni za dihanje rastlin, skladiščenje sadja in zelenjave v anaerobnih kontejnerjih povzroči neprijeten okus ter neprivlačne barve. Zaradi tega je navadno v kontejnerjih za sadje in zelenjavo atmosfera z 8% kisika. Antioksidanti so še posebej pomembni kot konzervansi, saj za razliko od bakterijskih in glivičnih okužb, oksidacijske reakcije še zmeraj hitro potekajo v zmrznjeni in hlajeni hrani. Kot konzervanse uporabljajo askorbinsko kislino (AA, E300), propil galat (PG, E310), tokoferole (E306), terciarni butilhidrokinon (TBHQ), butiliran hidroksianizol (BHA, E320) in butiliran hidroksitoluen (BHT, E321).
Molekule, najbolj pogosto podvržene oksidaciji, so nenasičene maščobe; zaradi oksidacije postanejo žarke. Ker so oksidirani lipidi brezbarvni in imajo pogosto neprijeten okus po kovini ali žveplu, je preprečevanje oksidacije v živilih, bogatih z maščobami, še posebej pomembno. Zaradi tega so omenjena živila po navadi konzervirana z dimljenjem, soljenjem ali fermentacijo, namesto s sušenjem. Tudi živila z manj maščobami, kot je sadje, so pred sušenjem z zrakom zaščitena z žveplovimi antioksidanti. Ker je oksidacija dostikrat katalizirana s kovinskimi ioni, živil z veliko maščobami, kot je maslo, ne bi smeli shranjevati v kovinskih vsebnikih ali jih zavijati v aluminijasto folijo. Nekatera živila, kot je olivno olje, so pred oksidacijo zaščitena z naravno prisotnimi antioksidanti, še zmeraj pa so občutljiva na fotooksidacijo.

### Industrijska raba
Nekateri antioksidanti se dodajajo industrijskim izdelkom. Splošno se uporabljajo v gorivih in lubrikantih za preprečevanje oksidacije in v bencinu za preprečevanje polimerizacije, ki povzroča nastanek usedlin v motorjih. Uporabljajo se tudi za preprečevanje razpadanja gume, plastike in adhezivov ter s tem preprečijo izgubo trdnosti in fleksibilnosti omenjenih materialov. V kozmetičnih pripravkih, kot so šminke in vlažilci, so antioksidanti dodani, da preprečijo žarkost.
| Aditiv gorivu | Komponente                                                     | Uporaba                                                                            |
| ------------- | -------------------------------------------------------------- | ---------------------------------------------------------------------------------- |
| AO-22         | N,N'-di-2-butil-1,4-pfenilendiamin                             | Turbinska olja, transformatorska olja, hidravlične tekočine, voski in masti        |
| AO-24         | N,N'-di-2-butil-1,4-pfenilendiamin]                            | Nizko-temperaturna olja                                                            |
| AO-29         | 2,6-di-ter-butil-4-metilfenol                                  | Turbinska olja, transformatorska olja, hidravlične tekočine, voski,masti in goriva |
| AO-30         | 2,4-dimetil-6-ter-butilfenol                                   | Reaktivna goriva in bencin (tudi aviacijska goriva)                                |
| AO-31         | 2,4-dimetil-6-ter-butilfenol                                   | Reaktivna goriva in bencin (tudi aviacijska goriva)                                |
| AO-32         | 2,4-dimetil-6-ter-butilfenol and 2,6-di-ter-butil-4-metilfenol | Reaktivna goriva in bencin (tudi aviacijska goriva)                                |
| AO-37         | 2,6-di-ter-butilfenol                                          | Reaktivna goriva in bencin (tudi aviacijska goriva)                                |

## Zanimivosti
Brokoli in beluši imata oba precej dobro antioksidativno delovanje. Ravno zato so bila narejene študije, v katerih so ju med seboj primerjali. Vrednotili so antioksidativno delovanje v beluših, brokoliju in njunih sokovih. V študijah so primerjali vsebnost fenolov in  flavonoidov v obeh rastlinah, katera od teh dveh rastlin ima boljše antioksidativno delovanje in katero topilo je najboljše za ekstrakcijo antioksidativnih učinkovin. Da bi dobili čim bolj optimalne rezultate, so za določanje antioksidativnega delovanja uporabili tri različne metode. Vsaka od teh metod ima svoj mehanizem delovanja.
V teh študijah so ugotovili, da belušev in brokolijev ekstrakt vsebujeta enako količino fenolov. Prav tako so ugotovili, da beluši vsebujejo večjo količino flavonoidov in da je pri ekstrahiranju teh učinkovin bolje za topilo uporabiti aceton ali metanol kot pa vodo. V primeru uporabe takšnega topila je antioksidativno delovanje teh ekstraktov boljše. Ugotovili so tudi, da je antioksidativo delovanje belušev veliko boljše pri kot pa pri brokoliju. Vzrok za to je verjetno večja količina flavonoidov. Raziskave so podobne izsledke pokazale tudi pri sokovih.